# Torque: Rodant al límit
Torque: Rodant al límit (títol original: Torque) és una pel·lícula estatunidenca dirigida per Joseph Kahn, estrenada l'any 2004. Ha estat doblada al català.

## Argument
El moter Cary Ford (Martin Henderson) ha tornat a la seva ciutat natal per reunir-se amb la seva promesa Shane (Monet Mazur) i fer-se càrrec d'uns assumptes pendents. Quan va abandonar la ciutat dos mesos enrere, Ford tenia unes quantes motos que pertanyien a Henry (Matt Schulze), un despietat traficant de droga i cap de la banda de motoristes "The Hellions". Ara Henry està collant Ford en un intent de recuperar les motos, que tenen alguna cosa una mica més valuosa que la gasolina en els seus dipòsits. Com Ford no està molt disposat a cooperar, Henry l'incrimina en l'assassinat de Junyr, el germà menor de Trey (Ice Cube), el temible cap de la banda de motoristes, els Reapers. Amb l'ajuda dels seus lleials amics Dalton (Jay Hernandez) i Val (Will Yun Llegeix), Ford ha de deixar enrere a un agent de l'FBI (Adam Scott) que li segueix la pista al mateix temps que eludeix al mal informat Trey, obstinat a venjar-se, i a l'insensible Henry, que està disposat a recuperar el que li pertany. Corrent pel desert en un perillós intent de demostrar la seva innocència i convèncer a Shane que mereix una segona oportunitat, Ford ha de deixar enrere als seus enemics si vol netejar el seu nom i viure per muntar un altre dia.

## Repartiment
- Martin Henderson: Cary Ford
- Ice Cub: Trey
- Monet Mazur: Shane
- Adam Scott: l'agent de l'FBI McPherson/Mcpherson
- Matt Schulze: Henry James
- Will Yun Lee: Val
- Jaime Pressly: China
- Max Beesley: Luther
- Christina Milian: Nina
- Jay Hernández: Dalton
- Faizon Love: Sonny
- Fredro Starr: Júnior Wallace
- Justina Machado: l'agent de l'FBI Henderson
- John Doe: el xèrif Barnes
- John Ashker: Conductor taxi groc

## Al voltant de la pel·lícula
- El rodatge va començar el 29 de juliol de 2002 i va tenir lloc a Blythe, La Verne, Lake Los Angeles, Lancaster, Los Angeles, Palm Springs, Piru i Santa Clarita.
- Paris Hilton va fer una audició per al paper de China
- Jesse G. James fa una aparició com a client de shane

## Banda original
- Someday, interpretada per Nickelback
- True Nature, interpretada per Jane's Addicció
- Forever, interpretada per Kid Rock
- Lean Low, interpretada per YoungBloodZ
- Out of Control, interpretada per Hoobastank
- Master of Light, interpretada per Monster Magnet
- Lapdance, interpretada per NE*RD
- Fire and Flame, interpretada per Robbie McIntosh/Mcintosh i Chrissie Hynde
- Play It Loud, interpretada per MxPx
- Yesterdays, interpretada per Pennywise
- Push It, interpretada per Static-X